# Wichmannella
Wichmannella is een geslacht van kreeftachtigen uit de klasse van de Ostracoda (mosselkreeftjes).

## Soorten
- Wichmannella bertelsae Ohmert, 1978 †
- Wichmannella circumdentata (Brady, 1880) Hanai, Ikeya & Yajima, 1980
- Wichmannella cretacea Bertels, 1975 †
- Wichmannella deliae Bertels, 1975 †
- Wichmannella digitalis (Levinson, 1974) Yajima, 1982 †
- Wichmannella dubia Carbonnel, 1986 †
- Wichmannella incisa Ohmert, 1978 †
- Wichmannella juliana Bertels, 1975 †
- Wichmannella magna Bertels, 1975 †
- Wichmannella meridionalis Bertels, 1969 †
- Wichmannella miaoliensis (Hu & Yang, 1975) Hu, 1986 †